# Siti Nordiana
Siti Nordiana Alias née le 22 novembre 1984 à Bandar Sri Sendayan, est une actrice et chanteuse malaisienne.
Elle est commence sa carrière musicale à l'âge de 15 ans et sorti sept albums studio à ce jour,.

## Discographie
- Gurindam Rindu Berkasih (1999)
- Luahan Hati Kekasih (2000)
- Bingkisan Kasih (2002)
- Pelangi (2004)
- Semakin Jelas (2011)
- Anakku Sayang (2015)
- Hasbi Rabbi (2021)